# Albrecht II. (Weimar-Orlamünde)
Albrecht II., Graf von Orlamünde (* nach 1182; † vor dem 22. Oktober 1245) aus dem Geschlecht der Askanier war Graf von Orlamünde, von Nord- oder Transalbingien, Holstein, Ratzeburg, Dassow, Lauenburg, Stormarn und Wagrien.

## Leben
Albrecht war der Sohn der dänischen Prinzessin Sophie, Tochter des Königs Waldemar I. von Dänemark, und des Grafen Siegfried von Orlamünde. Damit war er auch ein Urenkel Albrechts des Bären.
Nachdem Waldemar II. während des Thronstreites zwischen dem Staufer Philipp von Schwaben und dem Welfen Otto IV. im Jahr 1202 Holstein und Mecklenburg vollständig erobert hatte, vertrieb er den Grafen Adolf III. von Schauenburg aus Holstein. Vermutlich schon im Jahr 1203 gab er es Albrecht zum Lehen, obwohl er Otto IV. als König anerkannt hatte und Graf Siegfried von Orlamünde auf Seite des von ihm miterwählten Königs Philipp von Schwaben stand. Albrecht nahm auf der Lübecker Burg seinen Wohnsitz. Zu diesen Lehen kam an ihn, durch seinen drei Jahre danach gestorbenen Vater und das mit seinem Bruder Hermann getroffene Abkommen, ein bestimmter Teil des Thüringer Erbgutes, während gewisse Besitzungen von den Brüdern gemeinsam verwaltet wurden. Aber weder dieses Erbteil noch die dänischen Lehen hat Albrecht unangefochten besessen.
Sein Bruder Hermann versuchte im Jahr 1215 das ganze Erbe mit Gewalt an sich zu reißen, was ihm bei der Entfernung des Bruders leicht gelungen wäre, wenn nicht der Landgraf Hermann von Thüringen, dessen Tochter Hedwig Graf Albrecht im Jahr 1211 geheiratet hatte, das Unternehmen durch rasche Gegenwehr vereitelt hätte. Albrecht selbst hat gegen die vereinigten Feinde Waldemars, die auch die seinigen sein mussten, gegen den Markgrafen Albrecht II. von Brandenburg, gegen Herzog Bernhard und seit dem Jahre 1212 gegen dessen Sohn Herzog Albert von Sachsen, wie gegen den Erzbischof Waldemar von Bremen, den Bischof Philipp von Ratzeburg und die Grafen Gunzelin III. und Heinrich Borwin II. von Schwerin, um Nordalbingien wiederholt kämpfen müssen. Diese Gegner vertraten seit dem Jahr 1214 die hinfällige Sache Kaiser Ottos IV., da Waldemar zu Friedrich II. übergetreten war, der ihm die eroberten norddeutschen Gebiete abgetreten hatte. Dieser Übertritt des Dänenkönigs auf die staufische Seite wurde durch Bemühungen von Albrechts Schwiegervater, des Landgrafen von Thüringen und des Markgrafen von Meißen, des Schwagers von dessen Gemahlin, gefördert, so dass der Papst nun vom Staufer und vom Dänenkönig stärkere Unterstützung gegen Otto IV. erwarten konnte.
Wie ernstlich dem Grafen auch während dieser kampferfüllten Jahre das Wohl der Kirche am Herzen lag, das bezeugen seine zahlreichen Schenkungen an Kirchen und Klöster, sowie die Gründung der Klöster Preetz und Hoibeck. Als sich dann im Jahr 1217 seine und Waldemars Feinde einem friedlichen Abschluss geneigter zeigten als der Fortsetzung des Kampfes, verließ er in Begleitung des Grafen Bernhard von Lippe und einer Anzahl tapferer Anhänger Holstein, um zur Erfüllung seines vor zwei Jahren abgelegten Gelübdes eine Kreuzfahrt gegen die heidnischen Livländer zu unternehmen. Nur bis zum Frühjahr 1218 verweilte er im Heidenland, aber so viel Taten vollbrachte er in so kurzer Zeit, dass Heinrich von Lettland ihn rühmen konnte, es habe Gott ihn gleichsam in seinen Köcher gesteckt, damit er ihn zu gelegener Zeit nach Livland senden könne, seine Kirche von ihren Feinden zu befreien.
Die schwersten Aufgaben fielen danach dem Grafen zu, als König Waldemar und sein Sohn im Jahr 1223 in der Nacht vom 6. auf den 7. Mai auf der Insel Lyö Gefangene des Grafen Heinrich von Schwerin geworden waren. Albrecht hatte, wenn auch nicht in der Würde eines Reichsstatthalters, so doch in hervorragender Weise mit ebenso viel Klugheit wie Energie für die Befreiung seines Onkels gewirkt. Obwohl er in dem am 4. Juli 1224 zwischen dem Reich und Dänemark zustande gekommenen und von ihm beschworenen Vertrag seinen Vorteil insofern gewahrt sah, als er das von Waldemar herauszugebende deutsche Land als Vasall des Reiches besitzen sollte, war er doch schnell entschlossen, das Geschick seines Onkels von der Entscheidung der Waffen abhängen zu lassen, als die Ausführung dieses Vertrages bei der Zusammenkunft der Deutschen und Dänen, man sieht nicht, durch wessen Schuld, sich zerschlug. In der Schlacht bei Mölln (Januar 1225) wurde Albrecht der Gefangene des Siegers, des Grafen von Schwerin. Er blieb es noch, als Waldemar am 21. Dezember dieses Jahres infolge des mit seinen Gegnern abgeschlossenen Vertrages, worin er sich unter anderem verpflichtete, seinem Neffen keine Hilfe zur Wiedererlangung seiner Lande leisten zu wollen, in Freiheit gesetzt wurde. Erst im Jahr 1227 nach der Schlacht von Bornhöved, durch deren für ihn unheilvollen Ausgang Waldemar die letzte Aussicht auf den Wiederbesitz des Verlorenen und die Befreiung Albrechts geraubt wurde, erkaufte er sich diese durch den Verzicht auf Lauenburg. Hinfort hat er wohl meist in Dänemark gelebt, beschränkt auf die Güter, welche ihm der Onkel auf der Insel Alsen verliehen hatte.